# Johannes Prause

Orgel der Stadtpfarrkirche zu Bistrița, 1795

Johannes Prause (* 1755; † 1800) war ein deutscher Orgelbauer in Kronstadt. Er war einer der bedeutendsten Orgelbauer in Siebenbürgen im Barock.

## Leben
Johannes Prause stammte aus Schräbsdorf (heute Bobolice) in Niederschlesien. 1778 kam er nach Kronstadt im damals habsburgischen Siebenbürgen, um dort die Orgel der Schwarzen Kirche zu reparieren und zu erweitern. Er blieb in der Stadt und wurde zu einem der wichtigsten Orgelbauer Siebenbürgens in seiner Zeit. 1782 wurden Franz Prause und Michael Honigberger als Gehilfen in Neustadt genannt.

## Werke (Auswahl)
Johannes Prause baute über 20 Orgeln in Siebenbürgen, darunter 12 im Burzenland. Einige sind erhalten.
| Jahr    | Ort                                | Gebäude                       | Bild | Manuale | Register | Bemerkungen |
| ------- | ---------------------------------- | ----------------------------- | ---- | ------- | -------- | --- |
| 1780    | Felmern/Felmer                     | Evangelische Kirche           |      | I       | 6        | Positiv, erster bekannter Orgelneubau, seit 1996 in Fogarasch/Făgăraș |
| 1781/82 | Wolkendorf bei Kronstadt/Vulcan    | Evangelische Kirche           |      | I       | 11       | die jetzige Prause Orgel im linken Eck, vor dem Altarraum, stammt aus Streitfort. die obere Orgel war ein Neubau von Heinrich Maywald 1843, 1935 wahrscheinlich neuer Prospekt von Carl Einschenk, einige Pfeifen von Prause erhalten, Orgeln nicht spielbar. |
| 1782    | Neustadt bei Kronstadt/Cristian    | Evangelische Nikolaikirche    |      | I/p     | 10       | in Rokokogehäuse bemalt von Johann Oelhan, sechste Orgel in Siebenbürgen, seit 1842 in Gürteln/Gherdeal, mit Inschrift auf der Balgplatte: „Mich machte Johannes Prause, Orgelbauer aus Kronstadt, gebürtig aus Preußisch Schlesien, seine Gehülfen waren Franz Prause und Michael Honigberger. Ich war seiner Hände daß in Siebenbürgen 6te verfertigte Werk, welches er durch Hülfe des Höchsten bis Ende Juny 1782 ausgefertigt und zwar unter der Obsorge hochachtbaren Herrn Petrus Roth Pfarrer, Georgius Maurer Priester, Petrus Cerellus Hann und Stefanus Molnar Rektor ... Nahmen angebracht.“ |
| 1783    | Zeiden/Codlea                      | Evangelische Kirche           |      | II/P    | 25       | mit Verwendung von Teilen der vorherigen Orgel, etwa 2000 Pfeifen, 2014 restauriert. In einer Chronik heißt es: „Den 15. Februar (1783) ward mit Herrn Prause, Orgelbauer aus Schlesien, eine neue Orgel in die hiesige Kirche um 1800 fl. reaccordiert. Um etwas Geld dazu aufzubringen, wurde in der 'Aue' wie auch auf den Breiten Dreisch (Drasch) einige Wiesen, bisheriges Weideland verkauft.“ |
| 1786    | Weidenbach/Ghimbav                 | Evangelische Kirche           |      | I/P     | 14       | |
| 1795    | Honigberg/Hărman                   | Evangelische Kirche           |      | I/P     | 18       | 2006 restauriert. |
| 1786    | Keisd/Saschiz                      | Evangelische Kirche           |      | I/P     | 19       | [ 9 ] [ 10 ] |
| 1788    | Reichesdorf/Richiș                 | Evangelische Kirche           |      | I/P     | 12       | [ 11 ] |
| 1799    | Marienburg bei Kronstadt/Feldioara | Evangelische Kirche           |      | I/P     | 16       | 2004 restauriert. |
| 1795    | Bistritz/Bistrița                  | Evangelische Stadtpfarrkirche |      | II/P    | 25       | größte Orgel von Prause. |
| 1787/88 | Streitfort/Mercheașa               | Evangelische Kirche           |      | I/P     | 10       | 2002 nach Wolkendorf/Vulcan als Chororgel, . |
| 1793    | Nußbach/Măieruș                    | Evangelische Kirche           |      |         |          | Prospekt erhalten, darin 1907 Neubau von Rieger, 2014 weiterer Neubau . |
| 1796    | Magarei/Pelișor                    | Evangelische Kirche           |      | I       | 12       | Positiv, 1833 Erweiterung um Pedalregister auf I/P, 9, 1997–2000 restauriert und 2001 umgesetzt nach Bukarest in eine evangelische Kirche durch Hermann Binder, jetzt einzige historische Orgel der Hauptstadt. |

## Nachweise
1. ↑  Orgel in Fogarasch in der Orgeldatei der Evangelischen Kirche A.B. in Rumänien
2. ↑  Orgel in Vulcan in der Orgeldatei der Evangelischen Kirche A.B. in Rumänien
3. ↑  Orgel in Gürteln in der Orgeldatei der Evangelischen Kirche A.B. in Rumänien
4. ↑  Orgel in Zeiden in der Orgeldatei der Evangelischen Kirche A.B. in Rumänien
5. ↑  Archiv der Gemeinde Zeiden, Signatur 14, (Organistenstellenbeschreibung) 1801, Seite 53 der "Zeidner Denkwürdigkeiten"
6. ↑  Die barocke Prause Orgel von 1783 in der Webpräsenz der Evangelischen Kirchengemeinde Zeiden
7. ↑  Prause-Orgel bei vierter Zeidner Begegnung wieder eingeweiht in Siebenbürgische Zeitung vom 6. September 2014
8. ↑  Orgel in Honigberg in der Orgeldatei der Evangelischen Kirche A.B. in Rumänien
9. ↑  Orgel in Keisd in der Orgeldatei der Evangelischen Kirche A.B. in Rumänien
10. ↑  Orgel in Saschiz auf Youtube
11. ↑  Orgel in Reichesdorf in der Orgeldatei der Evangelischen Kirche A.B. in Rumänien
12. ↑  Orgel in Marienburg bei Kronstadt in der Orgeldatei der Evangelischen Kirche A.B. in Rumänien
13. ↑  Orgel in Bistritz in der Orgeldatei der Evangelischen Kirche A.B. in Rumänien
14. ↑  Orgel in Streitfort in der Orgelbank der Evangelischen Kirche A.B. in Rumänien, mit einer Fotografie des früheren Standortes.
15. ↑   Wolkendorf in der Orgeldatei der Evangelischen Kirche A.B. in Rumänien
16. ↑  Meilenstein in der Geschichte von Wolkendorf. Bericht zur Rettung der Streiforter Prause-Orgel für Wolkendorf in Sbz, Siebenbürgische Zeitung, 17. September 2002
17. ↑  Orgel in Nußbach in der Orgelddatei der Evangelischen Kirche A.B. in Rumänien
18. ↑   Magarei in der Orgeldatei der Evangelischen Kirche A.B. in Rumänien

| Personendaten    | Personendaten              |
| ---------------- | -------------------------- |
| NAME             | Prause, Johannes           |
| ALTERNATIVNAMEN  | Prause, Johann             |
| KURZBESCHREIBUNG | Orgelbauer in Siebenbürgen |
| GEBURTSDATUM     | 1755                       |
| GEBURTSORT       | Niederschlesien            |
| STERBEDATUM      | 1800                       |
| STERBEORT        | unsicher: Raum Kronstadt   |